# Фрегати типу «Колоні»
Фрегати типу «Колоні» (англ. Colony-class frigates) — клас військових кораблів з 21 фрегата, що випускалися американською суднобудівельною компанією Walsh-Kaiser Company у Провіденсі на замовлення британського адміралтейства за програмою ленд-лізу в період з 1943 по 1945 роки. Фрегати цього типу перебували переважно на озброєнні ескортних протичовнових сил Королівського військово-морського флоту Великої Британії і активно діяли на завершальному етапі Другої світової війни. Усі кораблі, що носили ім'я британських колоній, вціліли у війні та у післявоєнний час один з них був проданий аргентинським ВМС, де перебував на службі до 1971 року.

## Список фрегатів типу «Колоні»
| N з/п | Назва корабля | No.  | На честь               | Закладений      | Спущений на воду  | Введений до строю | Виведений зі складу ВМС | Статус |
| ----- | ------------- | ---- | ---------------------- | --------------- | ----------------- | ----------------- | ----------------------- | --- |
| 1     | «Ангуїлла»    | K500 | Ангілья                | 1 квітня 1943   | 14 липня 1943     | 15 жовтня 1943    | 1946                    | 31 травня 1946 року повернутий ВМС США; 13 червня 1947 року проданий на брухт                                                                                                |
| 2     | «Антигуа»     | K501 | Антигуа                | 3 квітня 1943   | 26 липня 1943     | 4 листопада 1943  | 1946                    | 2 травня 1946 року повернутий ВМС США; 1946 році проданий на брухт |
| 3     | «Ансеншн»     | K502 | Острів Вознесіння      | 30 квітня 1943  | 6 серпня 1943     | 24 листопада 1943 | 1946                    | 31 травня 1946 року повернутий ВМС США; 16 жовтня 1947 року проданий на брухт                                                                                                |
| 4     | «Багамас»     | K503 | Багамські Острови      | 7 квітня 1943   | 17 серпня 1943    | 6 грудня 1943     | 1946                    | 11 червня 1946 року повернутий ВМС США; 16 грудня 1947 року проданий на брухт                                                                                                |
| 5     | «Барбадос»    | K504 | Барбадос               | 11 травня 1943  | 27 серпня 1943    | 18 грудня 1943    | 1946                    | 15 квітня 1946 року повернутий ВМС США; 30 жовтня 1947 року проданий на брухт                                                                                                |
| 6     | «Кайкос»      | K505 | Кайкос                 | 23 квітня 1943  | 6 вересня 1943    | 31 грудня 1943    | 1945                    | 12 грудня 1945 року повернутий ВМС США; 6 липня 1947 року проданий Аргентині, уведений до складу ВМС Аргентини як ARA Santísima Trinidad (P-34); 1971 році списаний на брухт |
| 7     | «Кайман»      | K506 | Кайманові Острови      | 15 липня 1943   | 6 вересня 1943    | 20 січня 1944     | 1946                    | 23 квітня 1946 року повернутий ВМС США; 1 липня 1947 року проданий на брухт                                                                                                  |
| 8     | «Домініка»    | K507 | Домініка               | 27 липня 1943   | 14 вересня 1943   | 25 січня 1944     | 1946                    | 23 квітня 1946 року повернутий ВМС США; 27 березня 1947 року проданий на брухт                                                                                               |
| 9     | «Лабуан»      | K584 | Лабуан                 | 7 серпня 1943   | 21 вересня 1943   | 5 лютого 1944     | 1946                    | 13 травня 1946 року повернутий ВМС США; 9 липня 1957 року проданий на брухт                                                                                                  |
| 10    | «Монтсеррат»  | K586 | Монтсеррат             | 28 серпня 1943  | 27 вересня 1943   | 31 серпня 1944    | 1946                    | 11 червня 1946 року повернутий ВМС США; 30 листопада 1947 року проданий на брухт                                                                                             |
| 11    | «Ньясаленд»   | K587 | Ньясаленд              | 7 вересня 1943  | 6 жовтня 1943     | 31 липня 1944     | 1946                    | 15 квітня 1946 року повернутий ВМС США; 10 листопада 1947 року проданий на брухт                                                                                             |
| 12    | «Папуа»       | K588 | Територія Папуа        | 7 вересня 1943  | 10 жовтня 1943    | 25 липня 1944     | 1945                    | 13 травня 1946 року повернутий ВМС США; 1950 році проданий Єгипту, перероблений на пасажирське судно Misr. 17 травня 1953 року затонув у Суецькій затоці внаслідок зіткнення |
| 13    | «Перім»       | K593 | Перім                  | 7 жовтня 1943   | 5 листопада 1943  | 16 березня 1944   | 1946                    | 22 травня 1946 року повернутий ВМС США; 1947 році розібраний на брухт |
| 14    | «Піткерн»     | K589 | Піткерн                | 14 вересня 1943 | 15 жовтня 1943    | 7 липня 1944      | 3 липня 1946            | 11 червня 1946 року повернутий ВМС США; 5 листопада 1947 року розібраний на брухт                                                                                            |
| 15    | «Саравак»     | K591 | Саравак                | 29 вересня 1943 | 25 жовтня 1943    | 7 лютого 1944     | 1945                    | 31 травня 1946 року повернутий ВМС США; 1947 році проданий на брухт |
| 16    | «Сейшелз»     | K592 | Сейшельські Острови    | 28 вересня 1943 | 30 жовтня 1943    | 12 лютого 1944    | 1945                    | у червні 1946 року повернутий ВМС США; 1947 році проданий на брухт |
| 17    | «Сомаліленд»  | K594 | Британський Сомаліленд | 11 жовтня 1943  | 11 листопада 1943 | 22 лютого 1944    | 1945                    | 22 травня 1946 року повернутий ВМС США; 1947 році проданий на брухт |
| 18    | «Сент-Гелена» | K590 | Острів Святої Єлени    | 22 вересня 1943 | 20 жовтня 1943    | 19 лютого 1944    | 19 червня 1946          | 8 квітня 1946 року повернутий ВМС США; 1 липня 1947 року проданий на брухт                                                                                                   |
| 19    | «Тобаго»      | K585 | Тобаго                 | 17 серпня 1943  | 27 вересня 1943   | 12 серпня 1944    | 1945                    | 13 травня 1946 року повернутий ВМС США; 1950 році проданий Єгипту, 1956 році затоплений як блокшип                                                                           |
| 20    | «Тортола»     | K595 | Тортола                | 16 жовтня 1943  | 16 листопада 1943 | 16 травня 1944    | 3 липня 1946            | 22 травня 1946 року повернутий ВМС США; 17 січня 1947 року проданий на брухт                                                                                                 |
| 21    | «Занзібар»    | K596 | Занзібарський султанат | 20 жовтня 1943  | 21 листопада 1943 | 21 червня 1944    | 29 жовтня 1946          | 21 травня 1946 року повернутий ВМС США; 17 червня 1947 року проданий на брухт                                                                                                |